# Phare d'Olinda
Le Phare d'Olinda (en portugais : Farol de Olinda)  est un phare situé sur la colline de Morro do Serapião dans la ville d' Olinda, dans l'État du Pernambouc - (Brésil).
Ce phare est la propriété de la Marine brésilienne  et il est géré par le Centro de Sinalização Náutica e Reparos Almirante Moraes Rego (CAMR) au sein de la Direction de l'Hydrographie et de la Navigation (DHN).

## Histoire
Dès le début du 19e siècle, la construction d'un second phare dans l'état de Pernambouc était envisagé pour signaler la pointe d'Olinda et le cap de Santo António. Il était aussi envisagé que le phare de Recife devait être rénové parce qu'il n'avait qu'une lumière fixe, insuffisante pour la sécurité du port, et que les nouveaux phares devraient avoir une lumière rythmique. Mais ce n'est qu'en 1867 que la construction d'un phare a été autorisée.
Le premier phare d'Olinda, le deuxième phare le plus ancien de Pernambouc, a été mis en 
service le 18 novembre 1872, avec une portée de 12 milles marins (environ 22 km). Il a été construit dans le fortin de São Francisco de Olinda. C'était une tourelle en fer forgé de 12,5 m de haut avec une hauteur focale de 19 m. Malgré son mauvais état de conservation, constamment menacé par l'avance de la mer, le phare d'Olinda est resté en service jusqu'au milieu du XXe siècle.
Ce n'est qu'en 1940 que la construction d'un nouveau phare a été décidée, et le sommet de la colline de Sarapião à Olinda a été choisi pour son implantation. Il a été mis en service le 7 septembre 1941.
Ce phare est une tour cylindrique tronquée en béton de 42 m de haut, avec double galerie et lanterne. Il porte quatre arêtes verticales de renfort. La tour est peinte en blanc avec trois bandes horizontales noires. Dans ce phare a été installé, pour la première fois pour les phares brésiliens, un petit ascenseur d'accès à la lanterne avec la capacité de ne transporter qu'une personne à la fois. Le phare émet, à une hauteur focale de 90 m, deux éclats blancs par période de 35 secondes. Sa portée maximale est d'environ 85 kilomètres.
Le phare est ouvert au public de 14h à 17h le samedi, le dimanche et les jours fériés.
Identifiant : ARLHS : BRA068 ; BR1272 - Amirauté : G0202 - NGA : 110-17912 .

### Lien connexe
- Liste des phares du Brésil